# Гізела Баварська
Гізела Баварська (також Гізелла Баварська, Гізелла Угорська, Boldog Gizella; 985, Бад-Аббах — 1065, Пассау) — дружина угорського короля Іштвана І, перша угорська королева християнка, яка шанована у Римсько-католицькій церкві.

## Біографія

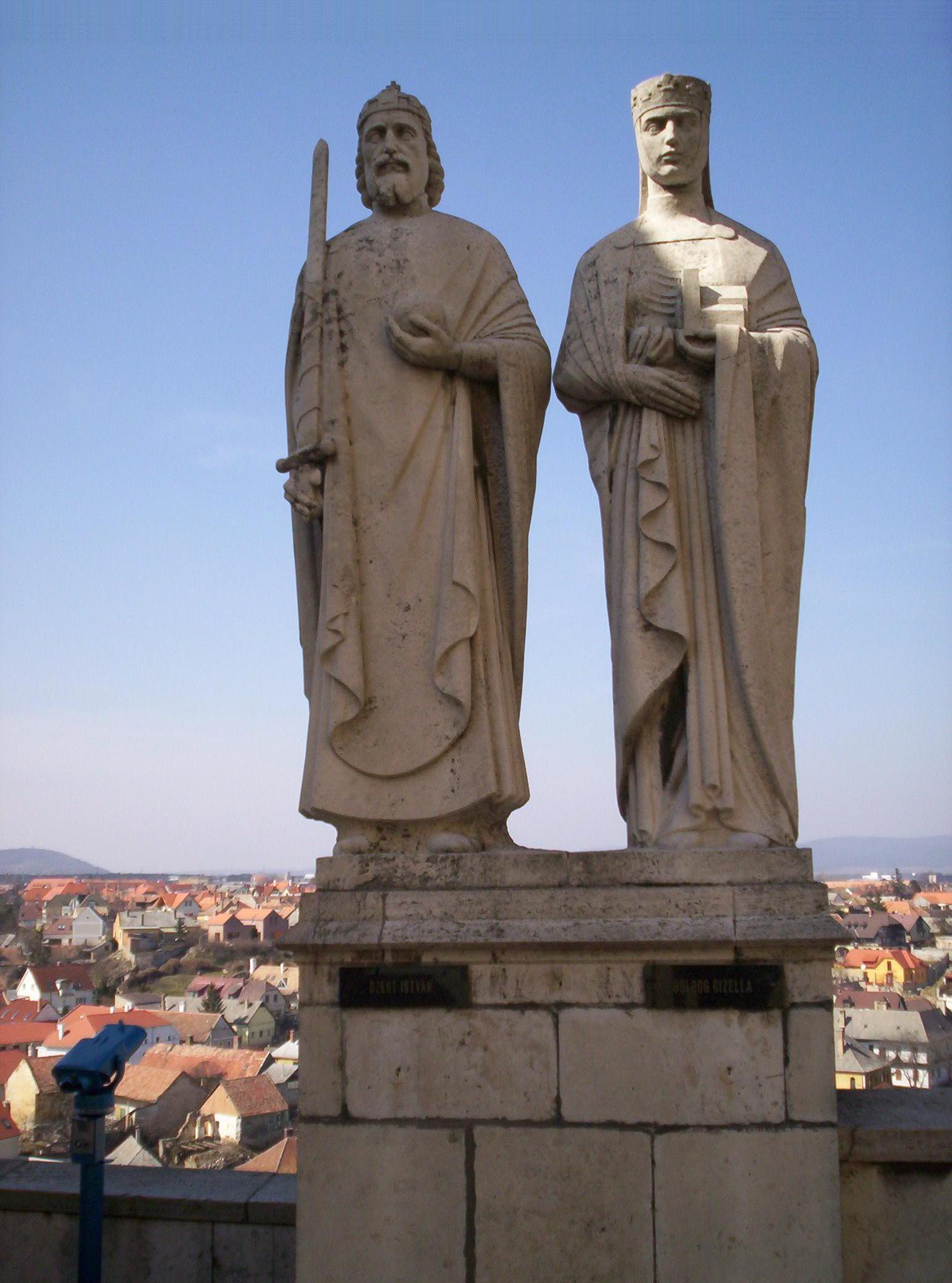
Пам'ятник святим Іштвану і Гізеллі у Веспремі

Гізелла Баварська — донька герцога Генріха II Баварського та Гізели Бургундської. Роки життя близько 985—1065.
У 995 році вельможні посли попросили її руки для Іштвана І, а у 996 році відбулося весілля на німецьких землях. Услід за чоловіком вирушила на його землі. В Угорське королівство разом з нею прибула величезна кількість німецьких лицарів і латинських місіонерів. Гізела відіграла велику роль у латинізації Угорського королівства.
У Іштвана та Гізелли був син Емеріх (Імре), який у 1031 році трагічно помер під час полювання. За іншою версією, у королівської пари було троє або четверо дітей, які померли у молодому віці.
У 1038 році, після смерті чоловіка, Гізелу піддали переслідуванням. Новий король Петро конфіскував усю власність королеви, а її помістив під варту. Його спадкоємець, Самуїл Аба, продовжив політику Петра.
У 1045 році Гізелла змушена повернутися до Баварії, де подалася у монастир Ніденбург біля Пассау і стала ігуменею. Там же й померла, і похована.
Мощі Гізелли знаходяться у Веспремі, а до її гробниці в Пассау залучають багато паломників. У XVIII столітті з'являлися пропозиції канонізувати Гізеллу, але лише у 1975 році католицька церква визнала Гізеллу «блаженною».
Пам'ять блаженної Гізелли — 7 березня (день Гізелли у католицьких календарях).

## Будинок Гізелли
По вулиці Волошина, 13 в Ужгороді є архітектурна пам'ятка — Будинок Гізелли. Історично це перший навчально-виховний заклад для дівчат в Ужгороді. Нині тут розташована музична школа ім. Дезидерія Задора. У Будинку Гізелли діяли початкова школа, садок, інтернат на 30 учениць, курси музики і рукоділля. На другому поверсі з боку вулиці знаходилася каплиця «Серце Ісуса». Покрівлю увінчував купол з масивним хрестом, а у верхній частині фасаду, у ніші встановлена скульптура святої Гізелли. У радянські часи скульптуру замурували, хрест зняли, школу передали музичному училищу. У 1996 році Гізеллу «розмурували».